# منتخب غانا تحت 23 سنة لكرة القدم
منتخب غانا تحت 23 سنة لكرة القدم (بالإنجليزية: Ghana national under-23 football team)‏ هو ممثل غانا الرسمي في المنافسات الدولية في كرة القدم في فئة كرة قدم تحت 23 سنة للرجال
.